# Adhemarius palmeri
Espèce
Adhemarius palmeri est une espèce de lépidoptères (papillons) de la famille des Sphingidae, de la sous-famille des Smerinthinae, de la tribu des Ambulycini.

## Description

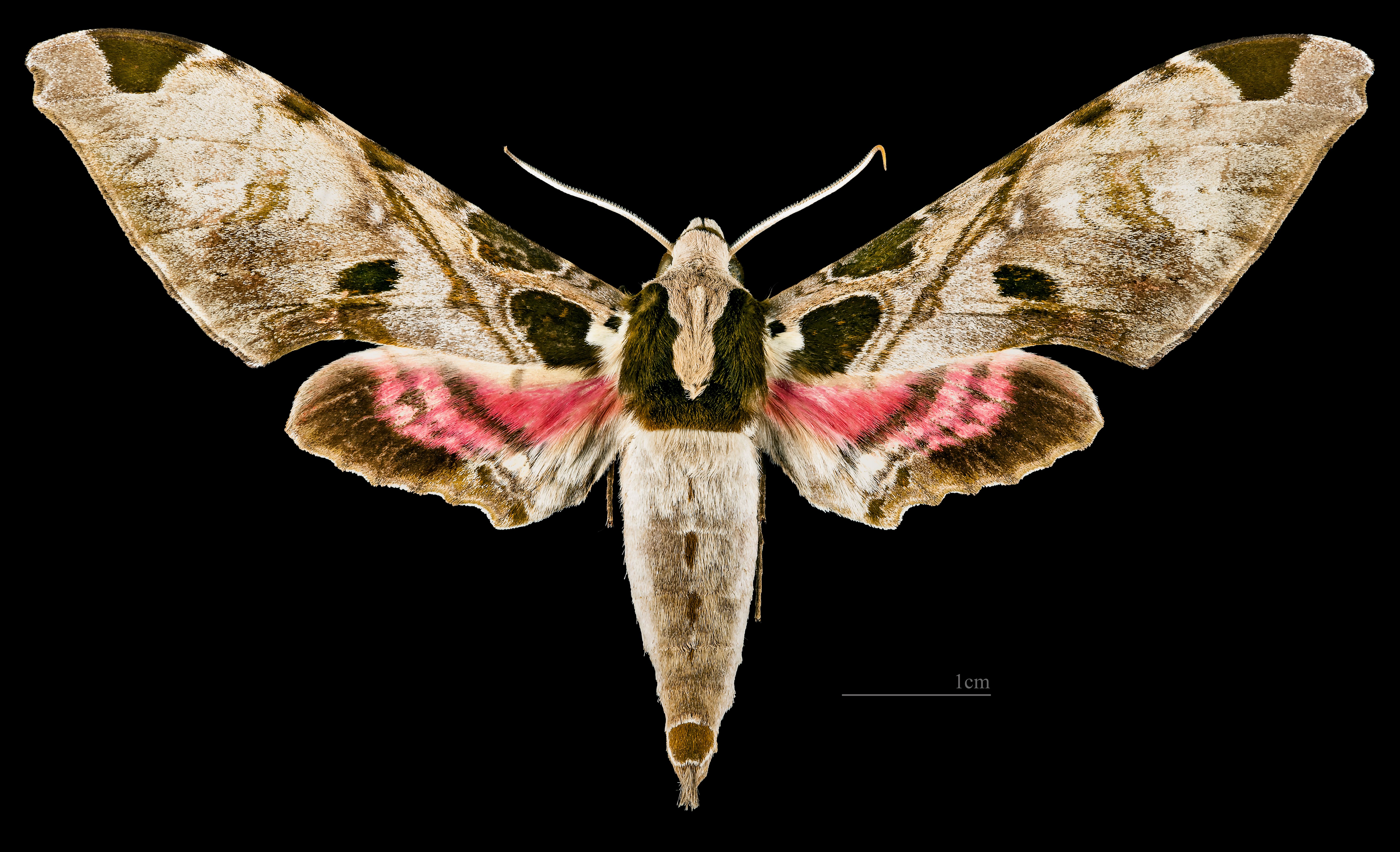
Avers du mâle
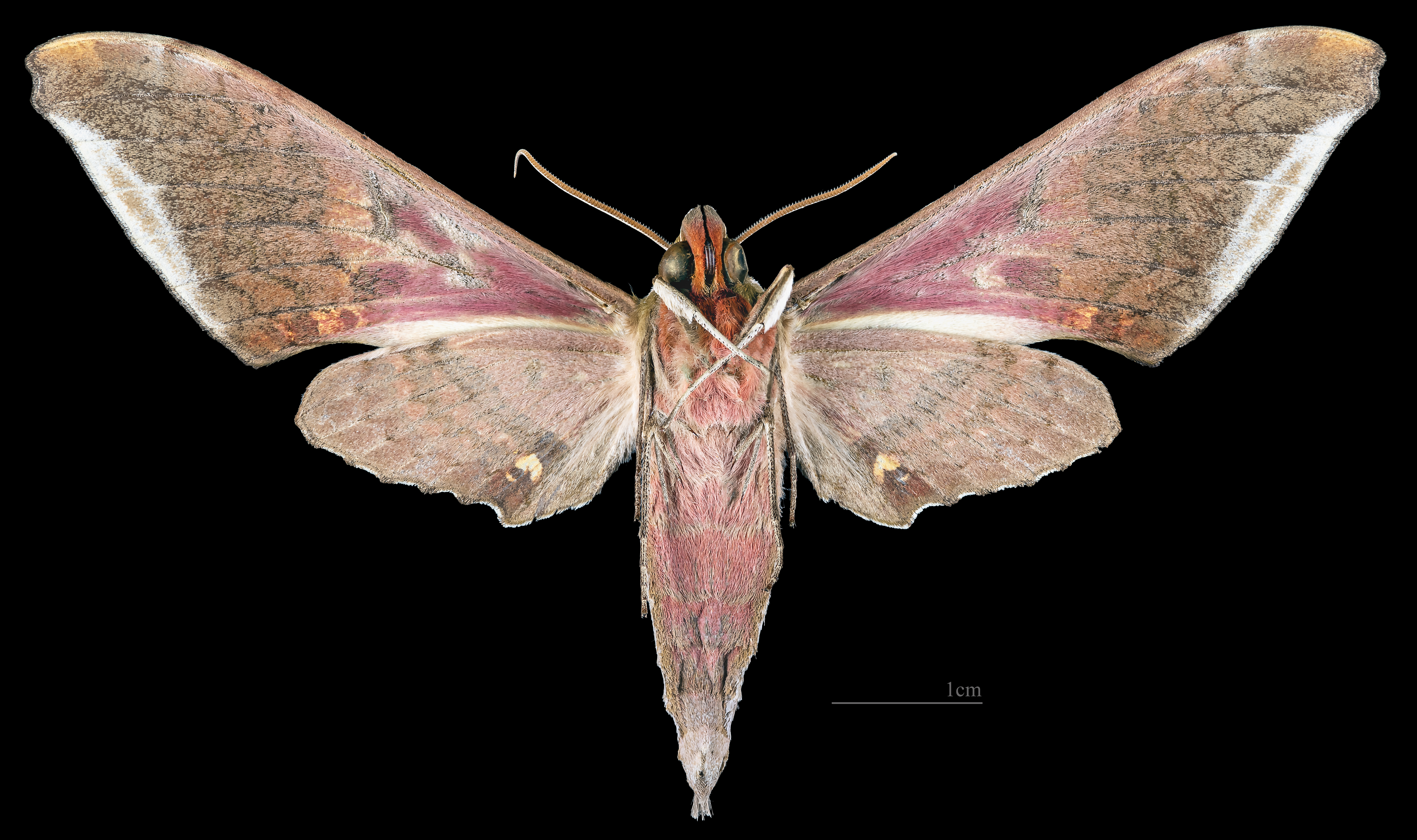
Revers du mâle
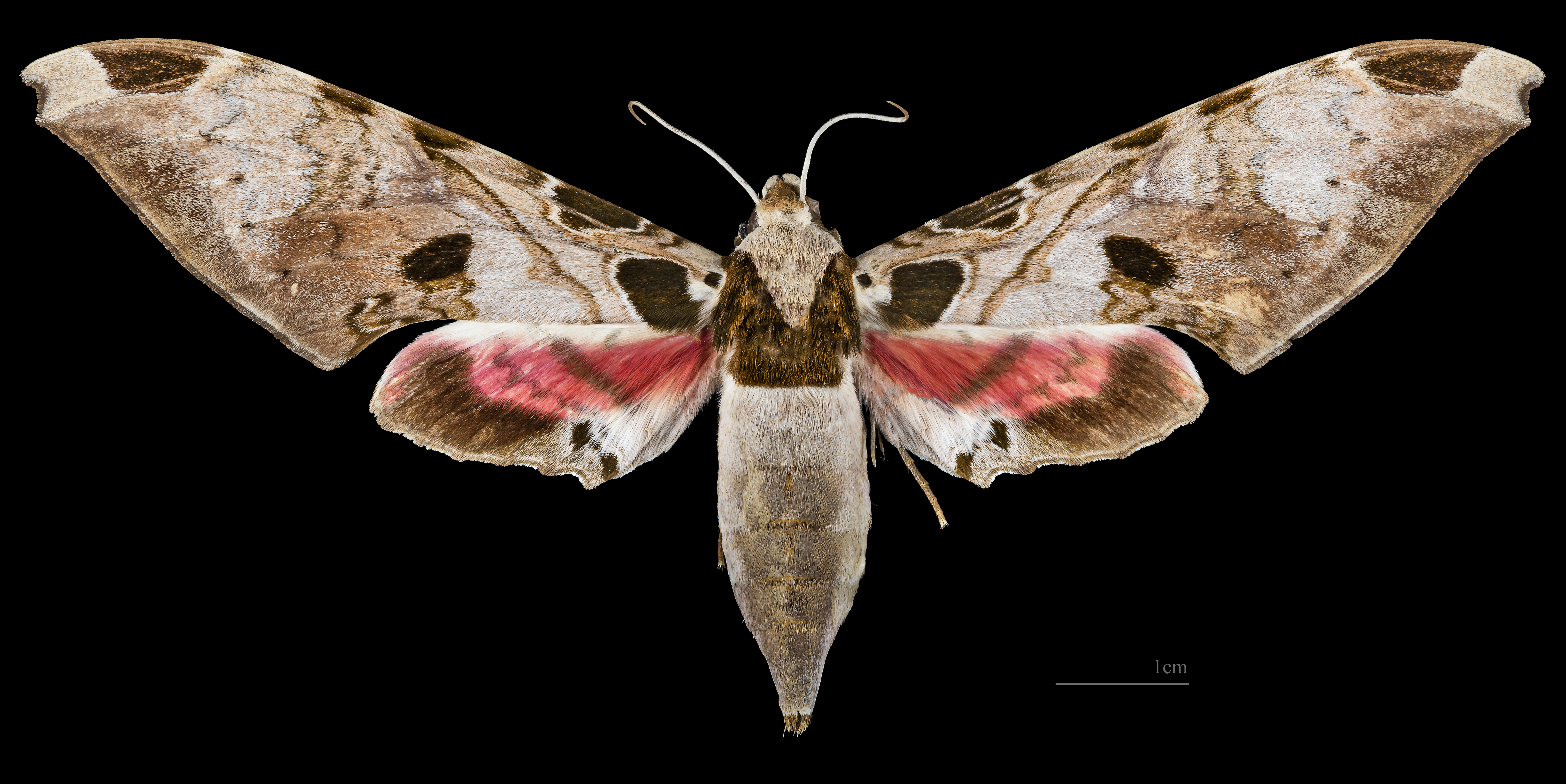
Avers de la femelle
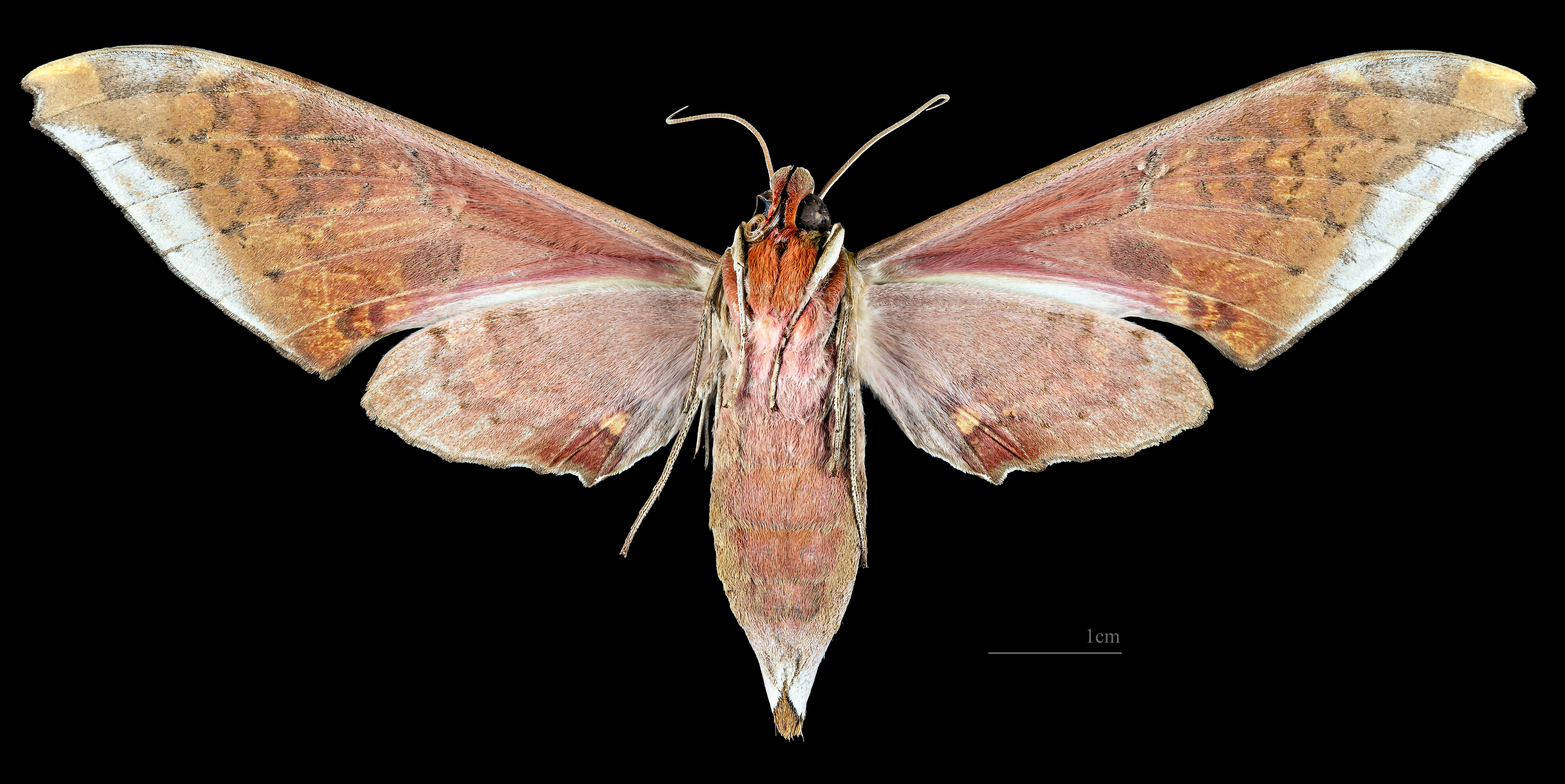
Revers de la femelle

## Distribution
Présent au Brésil, au Vénézuela, en Équateur et en Guyane.

## Systématique
L'espèce Adhemarius palmeri a été décrite par l'entomologiste français Jean-Baptiste Alphonse Dechauffour de Boisduval en 1875, sous le nom initial d’Amplypterus palmeri. 

### Synonymie
- Amplypterus palmeri (Boisduval, 1875) Protonyme
- Adhemarius marginata (Butler, 1875)
- Ambylux palmeri (Rothschild, 1894)[2]
- Adhemarius brasiliensis (Clark, 1916)
- Adhemarius rubricunda (Closs, 1916)
- Adhemarius flavellus (Gehlen, 1926)
- Adhemarius rubrimargo (Gehlen, 1926)
- Adhemarius flavus (Niepelt, 1928)
- Ambulyx marginata Butler, 1875
- Amplypterus palmeri brasiliensis Clark, 1916
- Amplypterus palmeri flavellus Gehlen, 1926
- Amplypterus palmeri flavus (Niepelt, 1928)
- Amplypterus palmeri rubricunda (Closs, 1916)
- Amplypterus palmeri rubrimargo Gehlen, 1926